# 4433 Goldstone
4433 Goldstone (1981 QP) là một tiểu hành tinh vành đai chính được phát hiện ngày 30 tháng 8 năm 1981 bởi Ted Bowell ở Flagstaff.